# Lomadas entrerrianas

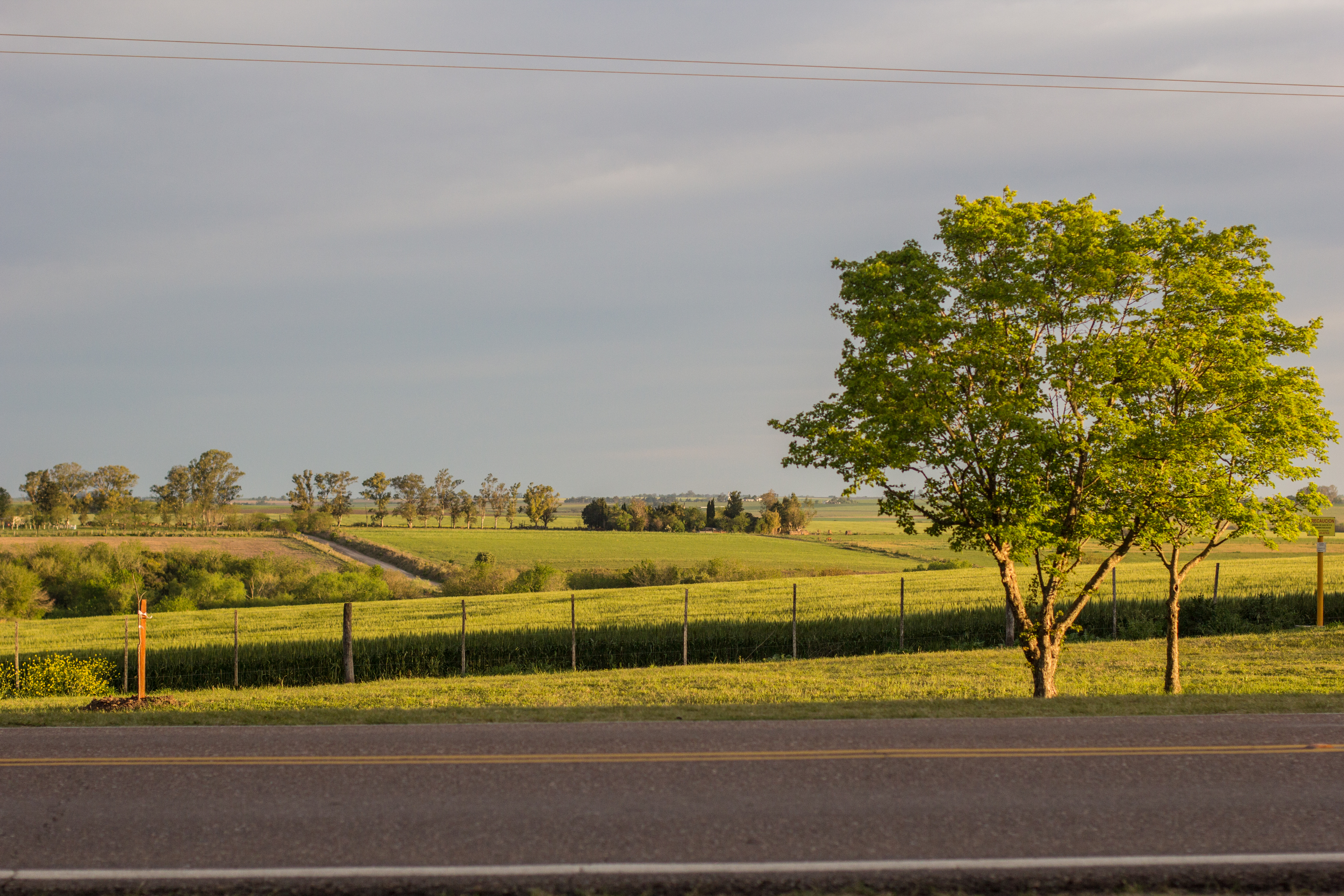
Paisaje ondulado de Entre Ríos.

Las lomadas entrerrianas, históricamente llamadas cuchillas, son un sistema de colinas en Argentina que se extiende en sentido general norte-sur por las provincias de Corrientes y Entre Ríos. El alineamiento de las lomadas determina el escurrimiento de las aguas, formando las cuencas de ríos y arroyos en los valles de origen fluvial entre ellas y estableciendo la divisoria de aguas de los ríos Paraná y Uruguay. Si bien las lomadas se extienden por el centro-sur de la provincia de Corrientes llegando la divisoria de aguas hasta las nacientes del río Miriñay en la laguna Iberá, el nombre entrerrianas se usa generalmente para referirse a las ubicadas en Entre Ríos, ya que en Corrientes no suele dárseles un nombre específico y forman parte de la subregión denominada planicie del Paiubre. 
La subregión geográfica de las lomadas entrerrianas forma parte de la región Mesopotamia argentina y está limitada al norte por la subregión de los esteros correntinos, al sur por la planicie deltaica, al oeste por el río Paraná y al este por el río Uruguay. Esta subregión se caracteriza por ser una planicie sedimentaria de relieve suavemente ondulado, en la que la red de drenaje se encuentra bien desarrollada, con numerosos cursos de agua de carácter exorréico.

## Descripción
Las lomadas entrerrianas son de alturas muy bajas, chatas y anchas, por lo que popularmente aún se las refiere como las cuchillas entrerrianas aunque su origen geológico sea diferente de las verdaderas cuchillas o coxilhas de la Banda Oriental (Uruguay y parte de Río Grande del Sur en Brasil), que son rocosas, mucho más elevadas y presentan crestas. En cambio las elevaciones entrerrianas están formadas por sedimentos loéssicos (depósitos de arcilla) pampeanos y marinos que se gestaron durante la era Cenozoica (o era Terciaria), cuando los ríos Paraná y Uruguay definieron sus cursos a medida que ascendía el bloque precámbrico del macizo de Brasilia (formado por basalto). Durante el plegamiento andino se crearon líneas de falla por donde corren longitudinalmente los ríos Gualeguaychú y Gualeguay y el arroyo Nogoyá.
La erosión fluvial del suelo de composición arcillosa, favorecida por las abundantes precipitaciones, suavizó las ondulaciones que caracterizan el paisaje entrerriano, formando buenos suelos de aptitud agropecuaria. Los suelos son medianamente profundos, con un buen contenido de materia orgánica, de texturas francas a franco-limosas en el oeste y franco-arcillosas en el este, con la consecuente reducción en los niveles de infiltración.
Las lomadas escasamente superan los 100 m s. n. m., presentándose como ondulaciones de la llanura con pendientes suaves, que se elevan no más de 10 metros sobre los valles circundantes. El nombre de cuchilla alude a la función de cortar las aguas entre las cuencas que separan.
A fines de siglo XIX e inicios de siglo XX se usaron las cumbreras de estas lomadas para que por ellas transitara el ferrocarril, de manera de evitar inundaciones fluviales y reducir la necesidad de construcción de puentes.

## Desarrollo
El ramal troncal de las colinas se encamina en dirección sur aproximadamente a los 30° de latitud sur en el borde sur de la meseta del Paiubre (o meseta de Mercedes) en la provincia de Corrientes. En el límite interprovincial el ramal es conocido como cuchilla de Basualdo y, tras recorrer 42 km, en Entre Ríos se bifurca en la localidad de Los Conquistadores en dos sistemas de lomadas conocidos como cuchilla Grande (al este, extendida de norte a sur) y cuchilla de Montiel (al oeste, de noreste a sureste). Por el valle central, entre las dos cuchillas, se halla la cuenca del río Gualeguay, río que divide en dos partes a la provincia.
De la cuchilla Grande se desprenden dos ramales en el departamento Villaguay que genera la cuenca del arroyo Lucas. Luego se bifurca hacia los 31° 50' S en dos ramales paralelos que originan el valle del río Gualeguaychú y que finalizan rodeando a la ciudad de Gualeguaychú. La cuchilla de Montiel se bifurca hacia los 32° S, formándose un ramal perpendicular que llega al río Paraná en la Punta Gorda del departamento Diamante, generándose un valle entre ambas ramas en el departamento Nogoyá, por donde discurre el arroyo Nogoyá. Desprendimientos menores de los ramales principales aparecen en los departamentos Federación, Concordia, San Salvador, Villaguay,  La Paz, Paraná y Nogoyá.
Las lomadas desaparecen bruscamente al alcanzar las barrancas que forman el borde de la zona deprimida del delta del Paraná, lo mismo que al alcanzar las líneas de falla por donde discurren los ríos Uruguay y Paraná. En el norte del Departamento La Paz existe otra zona deprimida denominada bajo del Yacaré. Al noreste, el río Uruguay forma terrazas fluviales, sumergidas hoy en gran parte por el embalse de la represa de Salto Grande.
Entre Ríos es el distrito cuya mayor elevación es la segunda más baja de los 24 distritos de primer orden que conforman la Argentina (23 provincias y una ciudad autónoma). Dicha elevación se encuentra en la cuchilla de Montiel, entre las localidades de Crespo y Estación Camps (32°02′51.74″S 60°16′51.63″O / -32.0477056, -60.2810083), a una altitud de 127,5 m s. n. m.

## Vegetación
La vegetación se caracteriza por un mosaico de formaciones herbáceas dominantes en las porciones elevadas de las lomadas, que alterna con bosques en galería en las márgenes de los cursos fluviales. La comunidad herbácea más representada es la pradera de “flechilla”, que constituye un tapiz casi continuo de vegetación en los sectores elevados. Un elemento de diferenciación de este distrito en relación con las otras pampas es la presencia de géneros de gramíneas tropicales como Axonopus y Paspalum.
La fertilidad del suelo y el clima húmedo permiten el desarrollo de vegetación arbórea de numerosas especies, entre las cuales destacan el ñandubay, el tala y el algarrobo negro, que forman bosques en las riberas de los arroyos. En el este de Entre Ríos se hallan palmares esparcidos.
En el área de la cuchilla de Montiel, al norte de Entre Ríos, se encuentra la selva de Montiel, que corresponde al distrito del ñandubay de la provincia fitogeográfica del espinal, con mucha riqueza forestal. La selva de Montiel ha reducido su tamaño, que correspondía a un tercio del territorio de Entre Ríos, y actualmente corresponde a sectores aislados de los departamentos Federal, Feliciano y Villaguay. No constituye una selva propiamente dicha, pero se le dio localmente ese nombre a causa de su aspecto enmarañado.